# دنيس دوسن
دنيس دوسن (بالإنجليزية: Dennis Dawson)‏ هو سياسي كندي، ولد في 28 سبتمبر 1949 في مدينة كيبك في كندا. حزبياً، نشط في الحزب الليبرالي الكندي وكتلة مجلس الشيوخ الليبرالي ‏ (29 يناير 2014 – ). وقد انتخب عضو مجلس الشيوخ الكندي (2 أغسطس 2005 – ) وانتخب عضو مجلس العموم الكندي.